# Oreochromis shiranus chilwae
Oreochromis shiranus chilwae is een ondersoort van de straalvinnige vissen uit de familie van de cichliden (Cichlidae). De wetenschappelijke naam van de soort is voor het eerst geldig gepubliceerd in 1966 door Trewavas.